# Le Marchand de sable (film, 1932)
Pour les articles homonymes, voir Marchand de sable.
Pour plus de détails, voir Fiche technique et Distribution.
Le Marchand de sable est un film français réalisé par André Hugon, sorti en 1932.

## Fiche technique
- Titre original : Le Marchand de sable
- Réalisateur : André Hugon
- Scénariste : Jean Toulout, d'après le roman de Georges-André Cuel
- Décorateur : Christian-Jaque
- Directeur de la photographie : Raymond Agnel
- Ingénieurs du son : Ivan Hugon et Roger Loisel
- Société de production : Pathé-Natan
- Distribution : Pathé Consortium Cinéma
- Pays de production : France
- Langue : français
- Format : Noir et blanc
- Genre : Comédie dramatique
- Durée : 88 minutes
- Lieu de tournage : Ghardaïa (Algérie)
- Date de sortie : 15 janvier 1932[1]

## Distribution
- Jean Toulout : Warneskine, le marchand de sable
- Kaïssa Robba : Gritcha
- Jean Worms : le commandant Saint-Hallier
- Jean Heuzé : le lieutenant Varnières
- Alexandre Mihalesco : Haioub
- Paul Achard : le cuisinier
- Suzanne Christy : Sandra
- Tahar Hannache : Mohamed
- Sola Fayarvay
- Jacques Gautier : Prémelle
- Diana Kotchaki
- Charles Lorrain : Damboine
- Rodolphe Marcilly : Laurey
- Robert Tourneur
- Louis Zellas : Igor